# Cincinnati Stingers
Cincinnati Stingers var en professionell ishockeyklubb i Cincinnati, Ohio, som spelade i World Hockey Association från 1975 till 1979.
Cincinnati Stingers spelade sina matcher i Riverfront Coliseum. Laget var tillsammans med Birmingham Bulls de två kvarvarande WHA-lag som inte gick upp i NHL när ligan upphörde, utan gick med Central Hockey League (CHL).
Två kända NHL-spelare som spelat för Cincinnati Stingers är Mark Messier och Mike Gartner.